# コンプレックス
心理学・精神医学用語のコンプレックス（独：Komplex）とは、衝動・欲求・観念・記憶等の様々な心理的構成要素が無意識に複雑に絡み合って形成された観念の複合体をいう。普段は意識下に抑圧されているものの、現実の行動に影響力をもつ。「感情複合」とも言われる。ただし、この意味でのコンプレックスは、フロイト派、アドラー派、ユング派など、深層心理学諸学派の間でだけ流通する概念であり、心理学や精神医学の世界で広く受け入れられているわけではない。

## 歴史と発展
この語を最初に持ち込んだのはヨーゼフ・ブロイアーとされる。しかし、この語を有名にしたのはユングである。ユングの定義によれば、コンプレックスとは、何らかの感情によって統合されている心的内容の集まりである。ある事柄と、本来無関係な感情とが結合された状態であり、これを「心的複合体」とも訳す。
日本では、早くから西洋医学の導入と共に、フロイトの精神分析もまた心理学・精神医学上の学説として入って来ていた。フロイトの精神分析においては、「エディプス複合（エディプス・コンプレックス）」が中心的な位置を占めていた。しかし、意識・無意識の動力学理論でもあった精神分析は、当時の日本人には親しみがなく、その理論が一般的に流通することはなかった。
戦後、アメリカ合衆国よりアルフレッド・アドラーの「人格心理学」が日本に流入した。アドラーの理論は当時「劣等複合（inferiority complex）」を理論の中心に置いていた。この劣等複合の克服を通じて人格の発達が成立するとしたこの理論は日本人には親しみがあったようで、戦後の日本ではフロイトの理論よりもアドラーの理論が流通し、また、その理論の中心概念である「劣等複合」が一般になった。
「劣等複合」とは「劣等コンプレックス」のことであるが、日本においてはこのアドラーの理論が一般的に受容された上に、コンプレックスのうちの劣等コンプレックスが特に流布したため、コンプレックスの名で「劣等複合」を指すような日常の用語法が生まれた。日本では今なお、「コンプレックス」と言えば、暗黙に「劣等コンプレックス」のことを指す傾向がある。
分析心理学上フェティシズムがコンプレックスとほぼ同義であるため、フェティシズムの分野にもコンプレックスという用語が使われることもある。心理学用語ではなく俗語であるが、概念的には間違っているとは言い切れない。この場合、正確には「あるフェティシズムから想起されるコンプレックス」のことを意味する。

## 派生事例

### 主に男性が抱くコンプレックス
- アグリッピーナコンプレックス - 息子の母親に対する嫌悪
- アブラハムコンプレックス - 父親の息子に対する憎悪
- エディプスコンプレックス - 息子の父親に対する対抗心
- オレステスコンプレックス - 父親の掟と母親の呪縛の中で心が引き裂かれる心理
- カメリアコンプレックス - 不幸な女性を救おうとする男性の心理
- シスターコンプレックス（シスコン） - 姉妹に対する愛着
- ナポレオン・コンプレックス - 身長の低さによる劣等感
- ベビーコンプレックス - 乳児に対する愛着
- マザーコンプレックス（マザコン） - 子供が母親に抱く愛着
- ロリータコンプレックス（ロリコン） - 少女に対する愛着

### 主に女性が抱くコンプレックス
- 阿闍世コンプレックス - 母親と子供の心理葛藤
- イオカステーコンプレックス - 母親の息子に対する愛着
- エレクトラコンプレックス - 娘の母親に対する対抗心
- 白雪姫コンプレックス - 被虐待児症候群及び母親の娘に対する憎悪
- 正太郎コンプレックス（ショタコン） - 少年に対する愛着
- シンデレラコンプレックス - 女性の高い男性志向
- ダイアナコンプレックス - 男性には負けたくないという女性心理
- ダフネコンプレックス - 処女の男性恐怖
- ファザーコンプレックス（ファザコン） - 子供が父親に抱く愛着
- ブラザーコンプレックス（ブラコン） - 兄弟に対する愛着

### その他
- カインコンプレックス - 兄弟姉妹間の親の愛をめぐる葛藤
- スペクタキュラコンプレックス - 性嗜好が行動を規律する心理
- 青春コンプレックス - 青春への憧憬
- 二次元コンプレックス - 二次元キャラに対する愛着
- 白人コンプレックス - 非白人国の国民が持つ白人の容姿や生活様式に対する憧れと、自国民や自身の容姿に対する劣等感
- ピグマリオンコンプレックス - 人形に対する愛着
- フランケンシュタイン・コンプレックス - 人工存在を創造する欲望とその対象に対する恐怖
- メサイアコンプレックス - 強迫的に人を援助する心理
- 容姿コンプレックス - 自身の顔や身体への嫌悪